# Вамена
Ваме́на (индон. Wamena) — населённый пункт в Индонезии на острове Новая Гвинея, административный центр провинции Папуа-Пегунунган и, одновременно, одного из входящих в неё округов — Джаявиджая. Не имеет статуса города, с административной точки зрения является районом — дистриком. Население — 64 967 человек по данным переписи 2020 года. Расположен в долине Балием. Население составляют представители родственных папуасских народностей, наиболее крупными из которых являются Дани, Лани и Яли. Город также является домом для футбольной команды Persiwa Wamena, которая играет в премьер-лиге Индонезии.